# Zirkarie Ilfeld
Die Zirkarie Ilfeld (lateinisch Circaria Ilfeldiae) war ein Organisationsbezirk des Prämonstratenserordens im Mittelalter.

## Lage
Die Zirkarie Ilfeld umfasste ein Gebiet im östlichen Hessen, in Franken und im nördlichen Thüringen. Es gehörte kirchlich zu den Bistümern Mainz und Würzburg.
Zu ihr gehörten  sieben Prämonstratenser- und sechzehn Prämonstratenserinnenstifte.
- Kloster Ilfeld, 1189–1546
- Stift Bruderhartmannszell, vorher Einsiedelei
- Stift Eppenberg
- Stift Frauenbreitungen
- Stift Frauenroth
- Stift Frauenwald
- Stift Georgenberg
- Stift Gerlachsheim
- Stift Germerode
- Stift Hausen, vorher aus Bruderhartmannszell
- Stift Homberg
- Stift Kassel Annaberg
- Stift Kreuzfeld
- Stift Lochgarten
- Stift Michelfeld
- Stift Oberzell
- Stift St. Elisabeth
- Stift Schäftersheim
- Stift Schweinfurt
- Abtei Spieskappel
- Stift Sulz
- Stift Trostadt
- Stift Tückelhausen
- Stift Unterzell
- Stift Vessra

## Geschichte
Die Prämonstratenserstifte Ilfeld (1189) und Vessra gehörten anfangs zu den Zirkarien Wadgassen bzw. Sachsen. Seit 1224/46 wurden sie mit weiteren Niederlassungen zur neuen Zirkarie Ilfeld zusammengefasst.
Im 16. Jahrhundert wurden alle Stifte außer Zell aufgehoben. Dieses wurde zur vereinigten Zirkarie Wadgassen, Ilfeld und Westfalen eingegliedert.
Um 1628/32 gab es Versuche, einige Prämonstratenserstifte während der katholischen Besetzung im Dreißigjährigen Krieg wiederzugründen. Diese wurden 1632 nach der schwedischen Eroberung wieder aufgelöst.